# Underworld (band)
 For alternative betydninger, se Underworld. (Se også artikler, som begynder med Underworld)
Underworld er et britisk elektronisk musikgruppe. Fundamentet for bandet blev lagt i 1980 af kunstskole-kammeraterne Karl Hyde og Rick Smith. Første navn for duoen var ikke et ord, men nærmere en grafisk krussedulle. Men krusedullen fik snart en udtalelse, nemlig Freur.
Freur blev til Underworld i 1986 og bandet havde i sidste halvdel af 80'erne forskellige besætningsmedlemmer. Gruppen var ikke den store succes i England, men havde et pænt publikum i USA og Australien. I 1989, efter en turné i USA, opløstes gruppen. Smith rejste hjem, og Hyde blev i USA og ernærede sig som studiemusiker i Princes Paisley studier.
I 1991 var Hyde og Smith med til at starte det legendariske design-kollektiv Tomato. Tomato eksisterer stadig og har altid stået for Underworlds grafiske udtryk på bl.a. covers og sceneshows. Efter pausen kom Dj Darren Emmerson med på holdet. Musikken blev nu mere og mere dansabel og techno-orienteret. Det første album fra trioens hånd, Dubnobasswithmyheadmann, spandt over et stort spektrum af dansemusik. Hypnotisk, poetisk og hviskende blandedes Hydes stemme med optagede samtaler, telefonsvarere og andet elektronisk skrammel.
Med udgivelsen af albummet 'Second Toughest In The Infants' (1996) (titlen fordi det var hvad Rick Smiths søn svarede på spørgsmålet om, hvordan det gik i skolen) fik Underworld deres kommercielle gennembrud. Godt hjulpet på vej af filmen Trainspotting (instrueret af Danny Boyle over en roman af Irvine Welsh) hvor to af numrene (Dark & Long og Born Slippy) var med på soundtracket. Musikkens rastløse og desperate energi passede perfekt til filmes handling om unge desperate narkomaner i Edinburgh. Filmen blev for øvrigt også skuespilleren Ewan McGregors gennembrud, og Born Slippy er i remix-vokal udgaven Underworlds, til dato, mest kendte nummer.
Tredje album, Beaucoup Fish udkom i 1999, og var ikke problemfrit arbejde for Underworld. Karl Hydes alkoholforbrug skabte problemer, og det meste af pladen blev indspillet med medlemmerne hver for sig i individuelle studier. DAT-bånd rejste frem og tilbage mellem studierne med råmix. Efter udsendelsen af pladen dukkede utallige versioner op af pladens materiale, og dette kunne indikere, at der havde været en del bånd frem og tilbage mellem de 3 medlemmers studier, inden alle var tilfredse med det endelige resultat.
Efter turnéen der fulgte Beaucoup Fish valgte Darren Emmerson at stoppe i Underworld til fordel for en solokarriere. Hyde og Smith var tilbage som den oprindelige duo. I 2002 udgav de albummet A Hundred Days Off, som blev en stor triumf trods Emmersons exit.
I oktober 2007 udsendte Underworld deres femte studiealbum Oblivion With Bells. I de mellemliggende fem år havde duoen bl.a. lavet filmmusik, og det såkaldte "Riverrun Project". Et pladeprojekt hvor tre albums udelukkende var blevet distribueret via Underworld website.

## Diskografi

### Albums
- 1993: Dubnobasswithmyheadman
- 1996: Second Toughest in the Infants
- 1999: Beaucoup Fish
- 2002: A Hundred Days Off
- 2007: Oblivon With Bells
- 2010: Barking